# 竹内佐太郎
竹内 佐太郎（たけうち さたろう、1875年（明治8年）1月3日 - 1966年（昭和41年）12月6日）は、日本の裁判官、検事。

## 経歴
富山県下新川郡入善町出身。1903年（明治36年）、東京帝国大学法科大学英法科を卒業し、司法官試補となる。浦和地方裁判所判事、東京区裁判所判事、長野区裁判所検事、東京区裁判所検事、東京地方裁判所検事、和歌山地方裁判所検事正、高知地方裁判所検事正、神戸地方裁判所検事正、横浜地方裁判所検事正を歴任。その後、台湾総督府法院に転じ、高等法院検察官長、高等法院長を務めた。
1935年（昭和10年）、広島控訴院検事長となった。1937年（昭和12年）に退官した後は弁護士を開業した。